# Врбовец Самоборски
Врбовец Самоборски је насељено место у саставу града Самобора у Загребачкој жупанији, Хрватска. До територијалне реорганизације у Хрватској налазио се у саставу старе загребачке приградске општине Самобор.

## Становништво
На попису становништва 2011. године, Врбовец Самоборски је имао 271 становника.

## Попис1991.
На попису становништва 1991. године, насељено место Врбовец Самоборски је имало 297 становника, следећег националног састава:
| Попис 1991.‍  | Попис 1991.‍  | Попис 1991.‍ | Попис 1991.‍ | Попис 1991.‍ |
| ------------ | ------------ | ----------- | ----------- | ----------- |
|              |              |             |             |             |
| Хрвати       | Хрвати       |             | 276         | 92,92%      |
| Роми         | Роми         |             | 20          | 6,73%       |
| неопредељени | неопредељени |             | 1           | 0,33%       |
| укупно: 297  |              |             |             |             |